# Datema
Datema, Dathema o Diathema era el nombre de una fortaleza en Galaad donde se refugiaron los judíos perseguidos por Timoteo de Ammón. Allí se fortificaron en preparación para un asedio y enviado peticiones de socorró a Judas Macabeo.
Dathema era uno de muchos sitios en un similares y por la descripción parece fuertemente bastante defendida, necesitándose "innumerables personas con escalas y otros ingenios de guerra" para tomarla. Judas atacó con tres divisiones expulsando a Timoteo, matando a ocho mil del enemigos y salvando la ciudad.
El peshitta lo llama "Rametha," por lo que George Adam Smith infiere que quizás fuera Ramath-Galaad. Conder sugiere la moderno Dameh en la frontera del sur del distrito de Lejah, no habiendo consenso entre los historiadores.